# مانابو ایکدا
مانابو ایکدا (انگلیسی: Manabu Ikeda؛ زادهٔ ۳ ژوئیهٔ ۱۹۸۰) بازیکن فوتبال اهل ژاپن است.
از باشگاه‌هایی که در آن بازی کرده‌است می‌توان به باشگاه فوتبال اوراوا رد دیاموندز اشاره کرد.